# Gabriel Tallent
Gabriel Tallent est un écrivain américain  né en 1987 à Santa Fe, au Nouveau-Mexique. Il est connu pour être l'auteur du roman My Absolute Darling, paru aux éditions Gallmeister en 2018 et traduit en français par Laura Derajinski.

## Biographie
Gabriel Tallent naît en 1987 à Santa Fe, au Nouveau-Mexique. Il grandit à Mendocino, en Californie. Il est élevé par deux femmes, sa mère biologique, l'essayiste Elizabeth Tallent, et sa compagne, l'antiquaire Gloria Rogers.
Il est titulaire d'un baccalauréat universitaire en littérature du XVIIIe siècle de l'université Willamette, obtenu en 2010. Il a travaillé pendant deux ans en tant que chef d'équipe pour l'association Northwest Youth Corps.
Gabriel Tallent a publié des nouvelles pour plusieurs magazines, dont le Narrative et le St. Petersburg Review. Son premier roman, My Absolute Darling, est publié en août 2017 aux États-Unis après un processus d'écriture qui aura duré huit ans. Le roman est aussitôt encensé par la critique et fait partie des meilleures ventes aux États-Unis et en France. Il obtient le grand prix de l'héroïne Madame Figaro dans la catégorie roman étranger en 2018.
Gabriel Tallent vit aujourd'hui à Salt Lake City, dans l'Utah, avec sa femme.